# Nusrat Fateh Ali Khan
Nusrat Fateh Ali Khan (13. října 1948 Lyallpur, Pákistán – 16. srpna 1997 Londýn, Anglie) byl pákistánský zpěvák a hráč na harmonium.
Jako zpěvák se podílel na dvou albech Petera Gabriela: So (1986) a Passion (1989). V devadesátých letech nahrál dvě alba s kanadským hudebníkem Michaelem Brookem; Mustt Mustt (1990) a Night Song (1996). V roce 1994 složil spolu s Rogerem Whitem hudbu k filmu Bandit Queen. V roce 1995 spolu s Eddie Vedderem zazpíval píseň „The Face of Love“ k filmu Mrtvý muž přichází.
Dne 11. srpna 1997 mu v Londýně selhaly játra a ledviny. Následně měl být převezen do Los Angeles, kde by mu byly transplantovány nové orgány, ale ještě 16. srpna v Londýně zemřel.